# الإجهاض الانتقائي بسبب الجنس

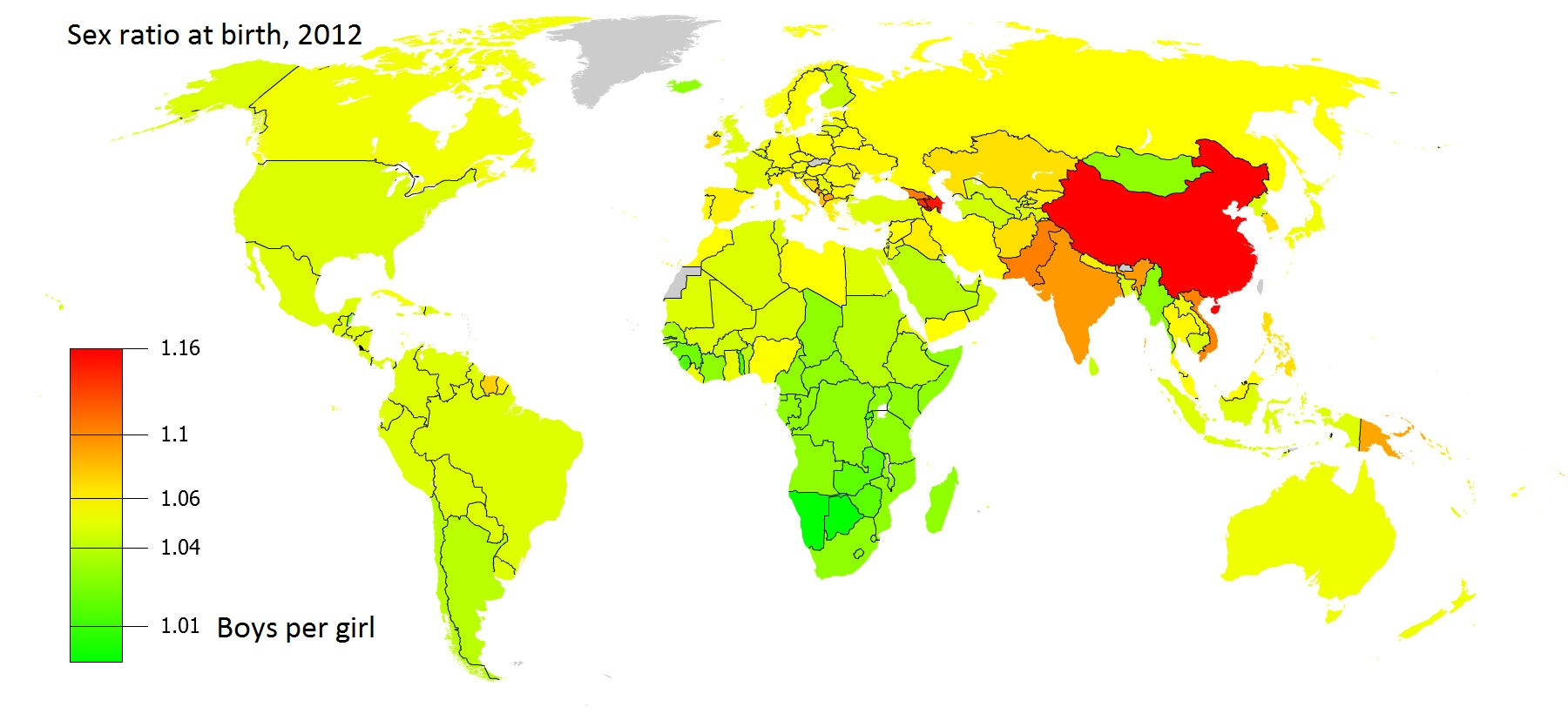
خريطة لمعدلات المواليد في العالم لعام 2012

الإجهاض الانتقائي، بالانجليزية «الإجهاض الانتقائي بسبب الجنس» هو ممارسة إنهاء الحمل على أساس الجنس المتوقع للرضيع، ويعد الإجهاض الانتقائي للأجنة الأنثوية هو الأكثر شيوعا في المناطق التي تقدر فيها المعايير الثقافية الأطفال الذكور على الأطفال الإناث، ولا سيما في أجزاء من شرق آسيا وجنوب آسيا «خاصة في بلدان مثل جمهورية الصين الشعبية والهند وباكستان» وكذلك في والقوقاز، وغرب البلقان.
تم توثيق الإجهاض الانتقائي للجنس لأول مرة في عام 1975، وأصبح شائعًا في أواخر الثمانينيات في كوريا الجنوبية والصين وفي نفس الوقت تقريبًا أو في وقت لاحق في الهند.
ويؤثر الإجهاض الانتقائي بسبب جنس الجنين على نسبة الجنس البشري، وذلك بتأثير على العدد النسبي للذكور بالقياس إلى العدد النسبي للإناث في فئة عمرية معينة، لدى الصين والهند، وهما أكثر بلدان العالم اكتظاظا بالسكان، مع وجود نسب غير متوازنة بين الجنسين، والدراسات والتقارير التي تركز على الإجهاض الانتقائي بسبب جنس الجنين هي في معظمها إحصائية، فهي تفترض أن نسبة جنس المواليد، هي النسبة الإجمالية للفتيان والفتيات عند الولادة لسكان منطقة أقليمية معينه، هو مؤشر على الإجهاض الانتقائي للجنس، وقد شكك بعض الباحثين في هذا الافتراض.
وفقًا للعلم الديموغرافي، يتراوح معدل نسبة المواليد بين الجنسين من 103 إلى 107 ذكور إلى 100 أنثى عند الولادة.

## نسبة الجنس البشري عند الولادة
يؤثر الإجهاض الانتقائي بسبب الجنس على نسبة الجنس البشري، أي يؤثر على العدد النسبي للذكور مقارنة بالعدد النسبي للإناث في فئة عمرية معينة. ترتكز الدراسات والتقارير التي تدرس هذه الظاهرة على افتراض أن نسبة جنس المواليد –أي النسبة الكلية للمواليد الذكور والإناث عند الولادة لسكان منطقة معينة –هي مؤشر على الإجهاض الانتقائي للجنس.
قُدرت النسبة الطبيعية للجنس البشري في دراسة أجريت عام 2002 بـ 106 ذكور مقابل 100 أنثى. وإن كانت نسبة الجنس البشري مختلفة بوضوح عن الرقم 106 في منطقة ما، فهي مرتبطة إذاً بوجود وحجم وسيطرة الإجهاض الانتقائي بسبب الجنس. لا يوافق العديد من الباحثين على هذا الافتراض، فهو محط جدل واسع.

يمكن أن تختلف نسبة الجنس البشري عند الولادة لأسباب طبيعية وكذلك من الإجهاض الانتقائي للجنس. الإجهاض قانوني في كثير من الدول (انظر أعلاه الخريطة، الأزرق الداكن).

### تدل نسب الجنس البشري المختلفة على عملية الإجهاض الانتقائي بسبب الجنس
تشير فئة من العلماء أن نسبة الجنس لدى المواليد الذكور والإناث والمخالفة للنسبة الطبيعية الواقعة ضمن مجال 105-107 تدل بالضرورة على عملية الإجهاض الانتقائي. ويدعي هؤلاء العلماء أن نسبة الجنس عند المواليد ونسبة الجنس عند السكان ثابتتان بشكل لافت للنظر. ويفسرون الاختلافات في النسب عن الحد الطبيعي بعملية الإجهاض الانتقائي.
في مقالة مستشهد بها علمياً، قارن أمارتيا سين Amartya Sen بين نسبة المواليد الذكور في أوروبا (106) والولايات المتحدة الأميركية (105) مع نسبتهم في آسيا والتي بلغت رقماً أعلى من (107)، وادعى أن النسبة المرتفعة في شرق وغرب وجنوب آسيا تعود إلى نسبة الوفيات المرتفعة جداً بين الإناث. وأشار (سين) إلى بحثٍ معين أفاد أن حصول النساء والرجال على العناية الطبية والغذائية نفسها سيظهر تحسناً في نسبة بقاء النساء على قيد الحياة، وسيُبين أن الذكر هو الجنس الأضعف جينياً.

### قد تكون نسب الجنس المنخفضة أمراً طبيعياً
يدعي علماء آخرون أن نسب الجنس عند الولادة والتي تقع خارج مجال 103-107 قد تعود لأسبابٍ طبيعية بحتة. وأشار ويليام جيمس وآخرون إلى الافتراضات التي تؤدي إلى هكذا اختلاف، وهي: وجود عدد متساو من كروموسومات X وY في الحيوانات المنوية عند الثدييات. أي تملك X وY فرصاً متساوية في تحقيق الحمل، لذا ينشأ عدد متماثل من البيوض الملحقة (سواء كانت ذكوراً أم إناثاً)، ويعتمد جنس المواليد في نهاية الأمر على الانتقاء الطبيعي للجنس بين عمليتي الحمل والولادة.
يشير جيمس إلى تضارب الأدلة العلمية المتوفرة مع الادعاءات والنتائج السابقة. ويشير إلى وجود نسبة مرتفعة جداً من الذكور المواليد في جميع أنحاء العالم تقريباً، وأن نسبة الجنس الطبيعية عند المواليد عادة ما تتراوح بين 102 و108 مقابل 100 للإناث. ولكنها تختلف في الواقع بلا شك لأسباب طبيعية كالزواج المبكر والخصوبة والحمل في سن المراهقة وعمر الأم أثناء الحمل والفجوة العمرية بين الأب والأم، بالإضافة لأسبابٍ عرقية واجتماعية واقتصادية وهرمونية وغيرها.
يدعم جيمس فرضيته ببيانات تاريخية عن نسبة جنس المواليد، أي قبل اختراع التقنيات الحديثة كفحص جنس الجنين بالتصوير بالأمواج فوق الصوتية الذي اخترع في ستينيات وسبعينيات القرن الماضي. وهناك أيضاً نسب جنس المواليد غير الطبيعية في أفريقيا حالياً. حيث يشير مايكل غارين إلى تدني نسبة جنس المواليد لأقل من 100 في عدة دول أفريقية وعلى مر عقود من الزمن، أي أن نسبة الإناث هناك أعلى من الذكور. وأعلنت دول كأنجولا وناميبيا عن نسبة جنس المواليد لديها والتي تتراوح بين 94 و99 للذكور، وهي نسبة مختلفة جداً عن الطبيعية.
لاحظ جون غرانت أن نسبة جنس المواليد في لندن، وعلى مدار 35 عاماً (منذ 1628 وحتى 1662)، كانت 1.07، بينما كانت النسبة في كوريا وفقاً للسجلات التاريخية 1.13 اعتماداً على بيانات تشمل 5 ملايين طفل مولود على مدار 10 أعوام في عشرينيات القرن الماضي.

### بيانات عن نسبة الجنس البشري عند الولادة
في الولايات المتحدة، كانت نسب الجنس عند الولادة خلال الفترة 1970-2002 105 بالنسبة للسكان البيض غير اللاتينيين، 104 للأمريكيين المكسيكيين، 103 للأمريكيين من أصل أفريقي والأمريكيين الأصليين، و 107 للأمهات من أصل صيني أو فلبيني. بين دول أوروبا الغربية ج. في عام 2001، تراوحت النسب بين 104 و 107. في النتائج الإجمالية لـ 56 دراسة ديموغرافية وصحية في البلدان الأفريقية، تبين أن نسبة المواليد بين الجنسين كانت 103، على الرغم من وجود تباين كبير من بلد إلى آخر، ومن عام إلى آخر.
في دراسة أجريت عام 2005، أبلغت وزارة الصحة والخدمات الإنسانية الأمريكية عن نسبة الجنس عند الولادة في الولايات المتحدة منذ عام 1940 على مدى 62 عامًا. يشير هذا الدليل الإحصائي إلى ما يلي: بالنسبة للأمهات اللائي يلدن طفلهن الأول، كانت النسبة الإجمالية للجنس عند الولادة 106 بشكل عام، في بعض السنوات عند 107. بالنسبة للأمهات اللائي يلدن أطفال بعد الطفل الأول، انخفضت هذه النسبة باستمرار مع كل طفل إضافي من 106 إلى 103، أثر عمر الأم على النسبة: كانت النسبة الإجمالية 105 للأمهات الذين تتراوح أعمارهم بين 25 و 35 عامًا عند الولادة؛ في حين أن الأمهات اللائي تقل أعمارهن عن 15 عامًا أو أكثر من 40 عامًا لديهن أطفال تتراوح نسبتهم بين 94 و 111 ونسبة الجنس الإجمالية 104. كما لاحظت هذه الدراسة بالولايات المتحدة أن الأمهات الأمريكيات من هاواي والفلبينيات والصينية والكوبية وكان للعرق الياباني أعلى نسبة للجنس، حيث وصلت إلى 114 عامًا وبلغ معدل الجنس 107 خلال فترة الدراسة التي استمرت 62 عامًا. خارج الولايات المتحدة، أبلغت الدول الأوروبية التي لديها سجلات ولادة واسعة النطاق، مثل فنلندا، عن اختلافات مماثلة في نسب الجنس عند الولادة على مدار 250 عامًا، من 1751 إلى 1997 م.
في عام 2017، وفقًا لتقديرات وكالة المخابرات المركزية، كانت البلدان التي لديها أعلى نسبة للجنس عند الولادة هي ليختنشتاين (125)، جزر ماريانا الشمالية (116)، الصين (114)، أرمينيا (112)، جزر فوكلاند (112)، الهند (112)، غرينادا (110) وهونغ كونغ (110) وفيتنام (110) وألبانيا (109) وأذربيجان (109) وسان مارينو (109) وجزيرة مان (108) وكوسوفو (108) ومقدونيا (108). وفي عام 2017 أيضًا، كانت أدنى نسبة (أي عدد الفتيات اللائي ولدن) في ناورو (0.83). كانت هناك نسب 102 وأقل في العديد من البلدان، معظمها من البلدان الأفريقية أو أغلبية السكان السود / الأفارقة بلدان الكاريبي: أنغولا، وبربادوس، وبرمودا، وبوركينا فاسو، وبوروندي، وكابو فيردي، والكاميرون، وجزر كايمان، وجمهورية أفريقيا الوسطى، وتشاد، وجزر القمر، وجمهورية الكونغو، وكوت ديفوار، وجيبوتي، وإريتريا، وإواتواتي، وإثيوبيا، والغابون، وغامبيا، وغانا، وغينيا بيساو، وهايتي، وكازاخستان، وليسوتو، وليبيريا، ومدغشقر، وملاوي، ومالي، وموريتانيا، وموزمبيق، والنيجر، وبورتوريكو، وقطر، والسنغال، والصومال، وجنوب إفريقيا، وتوغو، وأوغندا، وزامبيا.
هناك جدل حول فكرة نسبة الجنس الطبيعي بالضبط عند الولادة. في دراسة أجريت في عام 2002 تقريبًا، كانت نسبة الجنس الطبيعي عند الولادة قريبة من 1.06 بين الذكور والإناث. هناك جدل حول ما إذا كانت نسب الجنس خارج نطاق 103-107 ترجع إلى اختيار الجنس، كما اقترح بعض العلماء، أو لأسباب طبيعية. الادعاءات بأن نسب الجنس غير المتوازنة بسبب اختيار الجنس قد شكك بها بعض الباحثين. يزعم بعض الباحثين أن نسبة الجنس غير المتوازنة لا ينبغي أن تُعقد تلقائيًا كدليل على الانتقاء الجنسي قبل الولادة؛ يذكر ميشيل جارين أن العديد من الدول الإفريقية شهدت، على مدى عقود، نسب المواليد بين الجنسين أقل من 100، أي أن عدد المواليد الإناث يفوق عدد الفتيان. أبلغت أنجولا وبوتسوانا وناميبيا عن نسب المواليد بين 94 و 99، وهي نسبة مختلفة تمامًا عن نسبة الجنس «الطبيعية» المفترضة، مما يعني أن عددًا أكبر من الفتيات قد ولدن في مثل هذه المجتمعات.

### موثوقية البيانات
كما أن تقديرات نسب الجنس عند الولادة وبالتالي الإجهاض الانتقائي الناتج عن الجنس هي موضع خلاف أيضًا. على سبيل المثال، تتوقع وكالة الاستخبارات المركزية في الولايات المتحدة أن تكون نسبة المواليد بين الجنسين في سويسرا هي 106، في حين أن المكتب الإحصائي الفيدرالي في سويسرا الذي يتتبع المواليد الأحياء الحقيقية للفتيان والفتيات كل عام، بلغ أن أحدث نسبة للجنس عند المواليد في سويسرا هي 107. وهناك اختلافات أخرى أكثر أهمية؛ على سبيل المثال، تتوقع CIA أن تكون نسبة المواليد بين الجنسين في باكستان 105، ويدعي مكتب FPA التابع للأمم المتحدة أن نسبة المواليد بين الجنسين لباكستان هي 110، في حين تدعي حكومة باكستان أن متوسط نسبة المواليد بين الجنسين هو 111.
وجدت دراستان قوميتان أن الدولتين اللتي بهما نسبة عالية من الجنس والإجهاض الانتقائي للجنس هما الصين والهند. تقدر وكالة المخابرات المركزية الأمريكية معدل الجنس عند الولادة 112 لكل منهما في السنوات الأخيرة. ومع ذلك، يدعي البنك الدولي أن نسبة المواليد بين الجنسين في الصين في عام 2009 كانت 120 فتى لكل 100 فتاة؛ في حين تقدر FPA للأمم المتحدة نسبة الجنس عند الولادة في الصين 2011 بـ 118.
بالنسبة للهند، تدعي FPA التابعة للأمم المتحدة أن نسبة المواليد بين الجنسين بلغت 111 خلال الفترة 2008-10، بينما يبلغ البنك الدولي وتعداد 2011 الرسمي للهند عن معدل المواليد بين الجنسين 108. هذه الاختلافات وموثوقية البيانات مهمة مثل الزيادة من 108 إلى 109 للهند، أو 117 إلى 118 للصين، ويمثل إالإجهاض الانتقائي المحتمل بهما نحو 100000 فتاة.

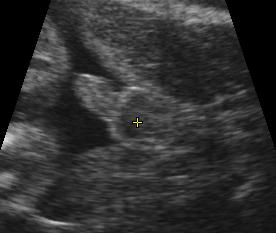
صورة الموجات فوق الصوتية التي تظهر أن الجنين فتى.

## التمييز الجنسي قبل الولادة
إن أول اختبار لما بعد الزرع هو اختبار الحمض النووي للجنين الخالي من الخلايا، يتضمن أخذ عينة دم من الأم وعزل كمية صغيرة من الحمض النووي الجنيني الذي يمكن العثور عليه داخله. عندما يجرى الفحص بعد الأسبوع السابع من الحمل، تكون هذه الطريقة دقيقة بنسبة 98٪.
يقوم التصوير بالموجات فوق الصوتية للولادة سواء عبر المهبل أو عبر البطن بالتحقق من العلامات المختلفة لجنس الجنين. يمكن إجراؤه في الأسبوع الثاني عشر من الحمل أو بعده. عند هذه النقطة، يمكن تحديد جنس 3\4 الأجنة بشكل صحيح، وفقاً لدراسة أجريت عام 2001. تبلغ الدقة للذكور حوالي 50٪ والإناث 100٪ تقريبًا. عند إجراءه بعد الأسبوع 13 من الحمل، تعطي الموجات فوق الصوتية نتيجة دقيقة في حوالي 100٪ من الحالات.

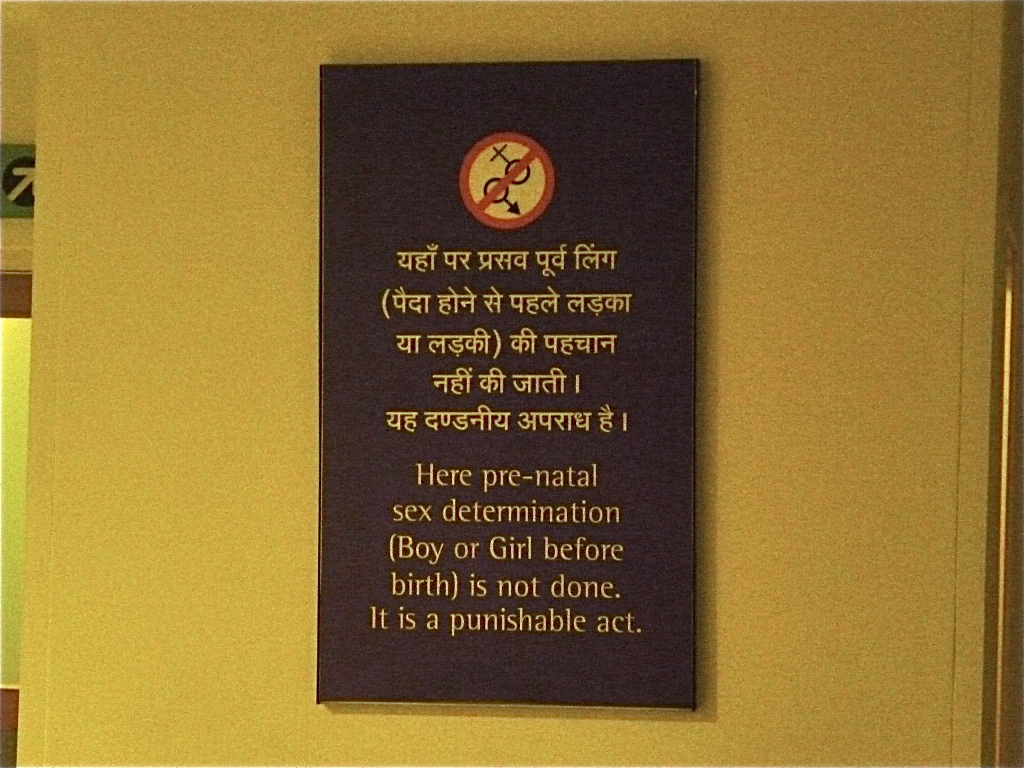
لوحة في مستشفى هندي توضح أن تحديد الجنس قبل الولادة لا يتم هناك وهو غير قانوني.

التدابير الأكثر اجتياحا هي أخذ عينات الزغابات المشيمية (CVS) وبزل السلى، والتي تنطوي على اختبار الزغابات المشيمية (الموجودة في المشيمة) والسائل الأمنيوسي، على التوالي. تختبر كلتا الطريقتين عادةً اضطرابات الصبغي ولكن يمكن أن تكشف أيضًا عن جنس الطفل وتُجرى في وقت مبكر من الحمل. ومع ذلك، فهي غالبًا ما تكون أغلى وأكثر خطورة من أخذ عينات الدم أو التصوير بالموجات فوق الصوتية، لذلك يتم رؤيتها بشكل أقل تكرارًا من تقنيات تحديد الجنس الأخرى.
إن تحديد جنس الجنين قبل الولادة ممنوع في العديد من البلدان، وكذلك إبلاغ جنس الجنين إلى المرأة الحامل أو أسرتها لمنع الإجهاض الانتقائي بسبب الجنس. في الهند، يخضع تحديد الجنس قبل الولادة لقانون تقنيات ما قبل الحمل وتشخيص ما قبل الولادة (حظر اختيار الجنس) لعام 1994.

## انتشار الإجهاض الانتقائي

### آسيا
وتحدث الغالبية العظمى من حالات الإجهاض الانتقائي حسب الجنس في الصين والهند، حيث سجلت 11.9 مليون حالة و 10.6 مليون حالة من أصل 23 مليون حالة في جميع أنحاء العالم، وفقاً لدراسة أجريت عام 2019.

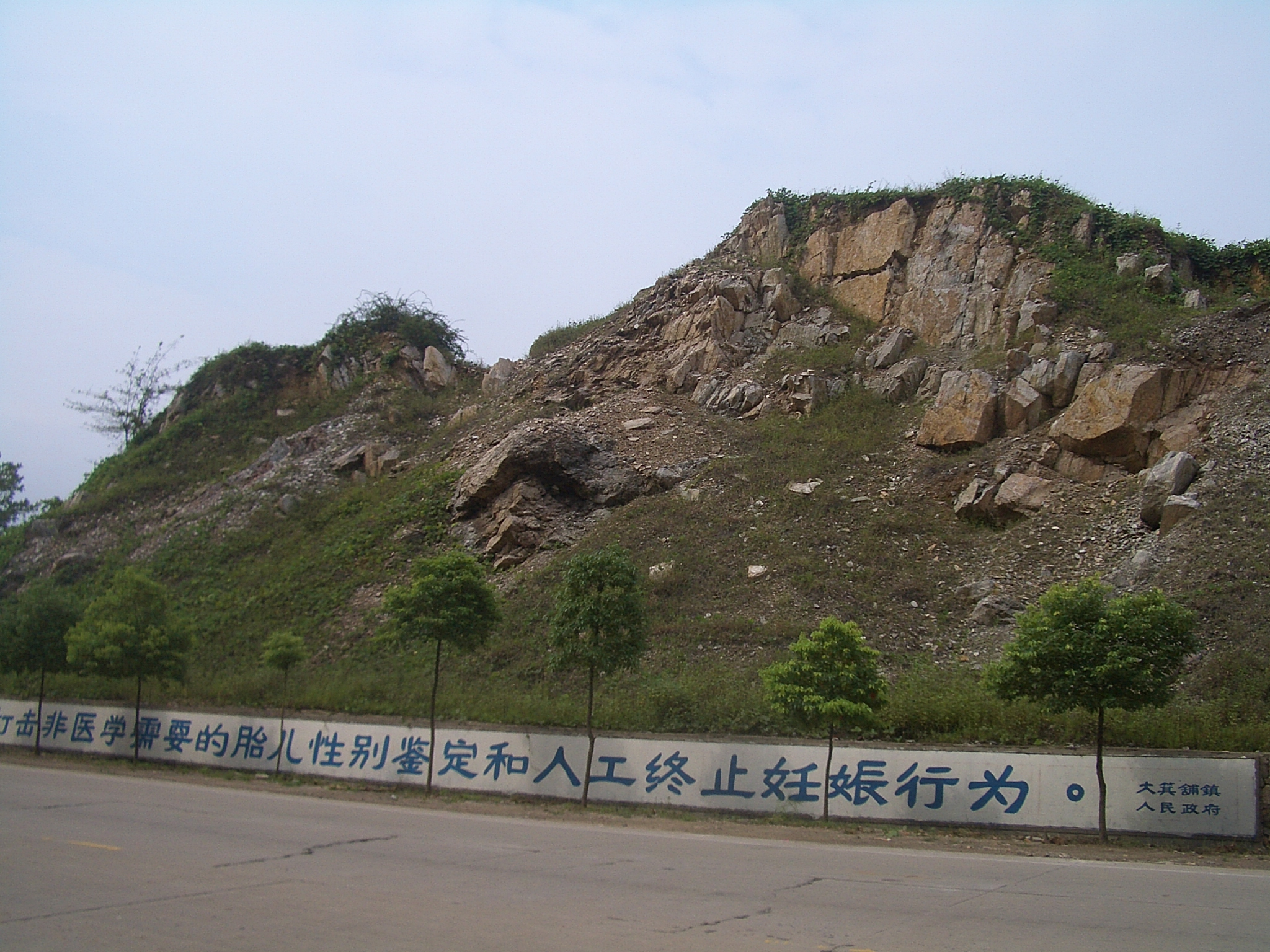
يدعو شعار على جانب الطريق سائقي السيارات إلى اتخاذ إجراءات صارمة ضد تحديد الهوية الطبية قبل الولادة غير الضرورية طبياً وممارسات إنهاء الحمل الانتقائية حسب الجنس. (داية ، هوبى ، 2008)

#### الصين
تملك الصين أعلى تعداد سكاني في العالم، ولديها مشكلة خطيرة في نسبة جنس الولادات غير المتوازن. حيث أشارت مقالة نشرتها BBC عام 2010 إلى نسبة جنس المواليد في الصين والتي بلغت 119 ذكراً مقابل 100 أنثى. وارتفعت هذه النسبة في المناطق الريفية لتصل إلى 130 ذكراً مقابل 100 أنثى. وأوردت أكاديمية العلوم الاجتماعية الصينية إحصائية تشير أن بحلول عام 2020، سيكون هناك 24 مليون رجل صيني بالغ بلا زوجات.
فرضت الصين عام 1979 سياسة الطفل الواحد والتي أدت إلى حدوث خلل في توازن نسبة جنس المواليد. واتبعت الحكومة أساليباً صارمة جداً في الحفاظ على هذه السياسة، ومنها الإجهاض والتعقيم الإلزاميان. لكنها أرخت قبضتها في الآونة الأخيرة وألغت القانون عام 2015.
عندما بدأت دراسة نسبة الجنس في الصين في عام 1960، كانت لا تزال ضمن المعدل الطبيعي. ومع ذلك، ارتفع إلى 111.9 بحلول عام 1990 وإلى 118 بحلول عام 2010 في تعداد رسمي. يعتقد الباحثون أن أسباب هذا الخلل في نسبة الجنس هي زيادة معدل وفيات الرضع الإناث، وعدم الإبلاغ عن المواليد الإناث والإجهاض الانتقائي حسب الجنس. وفقا لزينج وآخرون. (1993)، ربما يكون السبب الأبرز هو الإجهاض الانتقائي حسب الجنس، لكن من الصعب إثبات هذا في بلد لا توجد به سوى بيانات قليلة موثوقة عن الولادة بسبب إخفاء المواليد «غير الشرعيين» (بموجب سياسة الطفل الواحد).

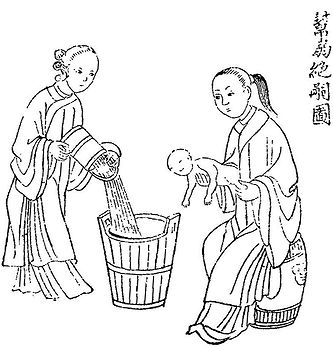
حركة صينية مضادرة لقتل الإناث 1800. الصين لديها تاريخ طويل من قتل الإناث.

تم استخدام التقنيات الصينية التقليدية لتحديد الجنس لمئات السنين، وبشكل أساسي بدقة غير معروفة. لم يتم تحديد الجنس بطريقة علمية إلا بعد أن أصبحت الموجات فوق الصوتية متاحة على نطاق واسع في المناطق الحضرية والريفية في الصين. في عام 1986، نشرت وزارة الصحة إشعارًا بحظر ممارسة تمييز الجنس قبل الولادة، لكن لم يتم اتباعه على نطاق واسع. بعد ثلاث سنوات، حظرت وزارة الصحة استخدام تقنيات تحديد الجنس باستثناء تشخيص الأمراض الوراثية.

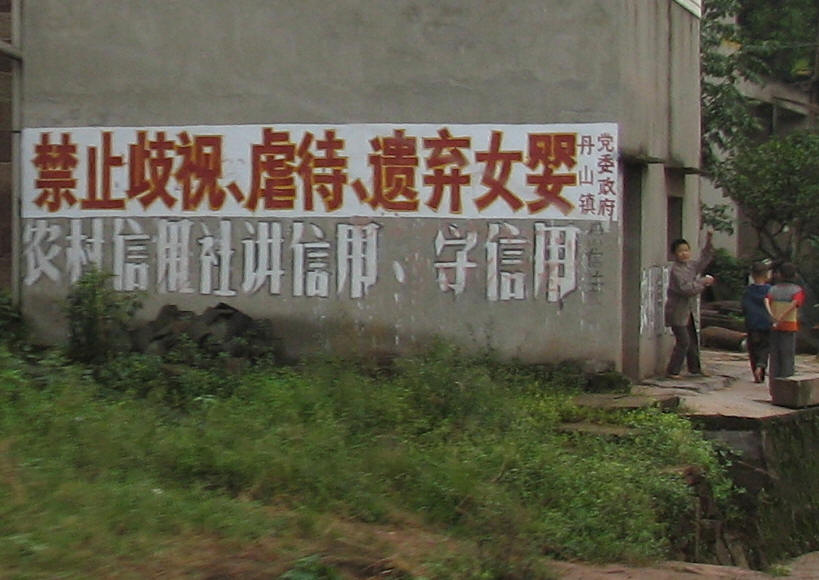
علامة على جانب الطريق في دانشان، والتي تنص على أنه "ممنوع التمييز ضد الأجنة الإناث أو إساءة معاملتهن أو التخلي عنهن"

بسبب نقص البيانات حول الولادة، عمل عدد من الباحثين لمعرفة إحصاءات الإجهاض في الصين. وجدت واحدة من أوائل الدراسات التي أجراها كيو (1987) أنه وفقًا للمعتقدات الثقافية، لا يتم اعتبار الأجنة ككائنات بشرية حتى يولدوا مما يؤدي إلى تفضيل ثقافي للإجهاض على قتل الأطفال. في الواقع، إن قتل الأطفال والرضع أمر نادر الحدوث في الصين اليوم. بدلا من ذلك، وجدت جانهونج أن ما يقرب من 27 ٪ من النساء أجروا الإجهاض. بالإضافة إلى ذلك، وجد أنه إذا كان الطفل البكر من عائلة ما هو فتاة، فقد تم إجهاض 92٪ من الأجنة الأجنة الإناث في الحمل الثاني.
من المتوقع أن تؤدي اتجاهات نسبة الجنس العالية في الصين، بحلول عام 2020 إلى خلق زيادة من الشباب البالغ عددهم 55 مليون شخص أكثر من النساء. وفقًا لجون هونغ، فإن العديد من الذكور الذين تتراوح أعمارهم بين 28 و 49 عامًا غير قادرين على العثور على شريك وبالتالي يظلون غير متزوجين. تدرك الأسر في الصين النقص الحاد في الإناث من الأطفال وتأثيره على آفاق الزواج في المستقبل؛ بدأ العديد من أولياء الأمور العمل الإضافي عندما يكون أبناؤهم صغارًا حتى يتمكنوا من دفع تكاليف العروس لأبنائهم.

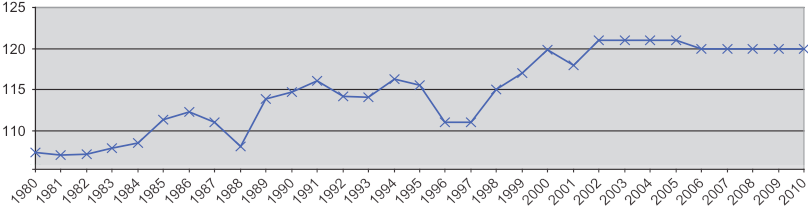
تغيرت نسب المواليد من الجنسين بشكل كبير في الصين منذ تطبيق سياسة الطفل الواحد.

انخفض معدل المواليد بين الجنسين في الصين، وفقًا لتقرير إخباري لعام 2012، إلى 117 ذكر مولود لكل 100 أنثى.
تختلف النسب في الصين اختلافًا كبيرًا حسب المنطقة، كما هو موضح أدناه. هذه الأرقام مأخوذة من مسح التعداد السكاني لعام 2005، الذي أجري في نوفمبر 2005 على تمثيل 1 ٪ من مجموع السكان.

خريطة نسبة الجنس بين الأطفال في الهند، 2011.

| الترتيب | الاسم            | عدد الذكور لكل 100 أنثي |
| ------- | ---------------- | ----------------------- |
| 1       | جيانغشى          | 143                     |
| 2       | خنان             | 142                     |
| 3       | انهوى            | 138                     |
| 4       | هاينان           | 134                     |
| 5       | هونان            | 133                     |
| 5       | قوانغدونغ        | 133                     |
| 7       | هوبى             | 129                     |
| 8       | قويتشو           | 127                     |
| 9       | شنشى             | 125                     |
| 10      | جيانغسو          | 123                     |
| 11      | خبى              | 122                     |
| 11      | قوانغشى          | 122                     |
| 13      | قانسو            | 120                     |
| 14      | فوجيان           | 119                     |
| 14      | تشونغتشينغ       | 119                     |
| 16      | تيانجين          | 118                     |
| 17      | سيتشوان          | 116                     |
| 17      | شاندونغ          | 116                     |
| 19      | يونان            | 115                     |
| 20      | لياونينغ         | 114                     |
| 21      | تشجيانغ          | 113                     |
| 22      | بكين             | 112                     |
| 22      | شانشى            | 112                     |
| 22      | جيلين            | 112                     |
| 22      | نينغشيا          | 112                     |
| 26      | هيلونغجيانغ      | 111                     |
| 28      | شنغهاي           | 109                     |
| 29      | منغوليا الداخلية | 107                     |
| 30      | شينجيانغ         | 106                     |
| 31      | التبت            | 104                     |

#### الهند
تظهر نسبة جنس المواليد في الهند نمطاً إقليمياً، أي تشير الإحصائيات الرسمية عام 2011 إلى امتلاك المناطق الشرقية والجنوب شرقية من الهند نسبة تتراوح بين 103 و107، والتي تُصنف ضمن الحد الطبيعي. أما النسب الأعلى فلوحظت في المناطق الشمالية والشمالية الغربية من الهند، كـ Haryana (120) وبونجاب (118) وجامو وكاشمير (116).
تظهر البيانات الإحصائية من الهند وجود علاقة ارتباط طردية بين نسبة جنس المواليد غير الطبيعية ومدى جودة الظروف الاقتصادية والاجتماعية والتعلم. حيث تملك المناطق الحضرية في الهند نسبة أعلى من التفاوت في جنس المواليد مقارنة بالمناطق الريفية (أي الإجهاض الانتقائي أعلى في المناطق الحضرية) وفقاً لبيانات من أعوام 1991 و2001 و2011.
وُجد أيضاً وبشكل مماثل ارتفاع في نسبة جنس المواليد التي تفوق 115 ذكراً مقابل 100 أنثى في المناطق التي تعيش فيها أغلبية هندوسية أو مسلمة أو سيخية أو مسيحية. لكن الغريب في الأمر أن نسبة جنس المواليد الطبيعية (أي 104 إلى 106 ذكرٍ مقابل 100 أنثى) قد وُجدت أيضاً في تلك المجتمعات التي تعيش فيها أغلبية هندوسية أو مسلمة أو سيخية أو مسيحية. لذا تناقض هذه البيانات جميع الفرضيات التي تربط بين الإجهاض الانتقائي بسبب الجنس وبين المجتمعات الأمية أو الفقيرة في الهند.

نسبة الذكور إلى الإناث في الجنس في الهند استنادًا إلى بيانات التعداد الرسمية من عام 1941 إلى عام 2011. وتشير البيانات إلى وجود نسب عالية من الجنس قبل وبعد وصول تقنيات الرعاية السابقة للولادة والفحص بالأمواج فوق الصوتية في الهند.

يقترح رذرفورد وروي في بحثهما عام 2003، أن تقنيات تحديد الجنس قبل الولادة التي كانت رائدة في السبعينيات اكتسبت شعبية في الهند. هذه التقنيات - كما يزعم رذرفورد وروي - أصبحت متاحة على نطاق واسع في 17 من 29 ولاية هندية بحلول أوائل العقد الأول من القرن العشرين.
افترض أرنولد وكيشور وروي في بحثهم لعام 2002 أن التقنيات الحديثة لفحص جنس الجنين قد شوهت نسب جنس الأطفال في الهند. استخدم جاناترا وآخرون في بحثهم عام 2000 عينة مسح صغيرة لتقدير أن 1\6 حالات الإجهاض المبلغ عنها أجرت اختبار تحديد الجنس.
واصلت الحكومة الهندية ومجموعات المناصرة المختلفة النقاش حول طرق منع اختيار الجنس. تم طرح شكوك حول عدم انتقاء الجنس قبل الولادة، حيث كانت بعض الحجج المؤيدة لتمييز الجنس قبل الولادة أكثر إنسانية من تمييز ما بعد الولادة من قبل عائلة لا تريد طفلة. يتساءل آخرون عما إذا كانت أخلاقيات الإجهاض الانتقائي للجنس تختلف عن أخلاق الإجهاض عندما لا يكون هناك خطر على الأم ولا على الجنين ويستخدم الإجهاض كوسيلة لإنهاء الحمل غير المرغوب فيه؟
في نوفمبر 2007، قدر ماكفيرسون أن 100000 عملية إجهاض تحدث كل عام في الهند لمجرد أن الجنين أنثى.

#### كوريا الجنوبية
اكتسب الإجهاض الانتقائي حسب الجنس شعبية في منتصف الثمانينيات إلى أوائل التسعينيات في كوريا الجنوبية، حيث كانت عمليات الإجهاض الانتقائي للإناث شائعة حيث كان الناس يفضلون الأطفال الذكور. تاريخيا، كانت تعتمد الكثير من القيم والتقاليد الكورية على الكونفوشيوسية التي تملي النظام الأبوي مما حفز التفضيل الشديد للأبناء. بالإضافة إلى ذلك، على الرغم من وجود حظر للإجهاض، فإن الجمع بين تفضيل الابن وتوافر تكنولوجيا انتقائية للجنس أدى إلى زيادة عدد حالات الإجهاض الانتقائية للجنس والأولاد المولودين. كنتيجة لذلك، شهدت كوريا الجنوبية نسب جنسية مرتفعة بشكل كبير في الفترة من منتصف الثمانينات إلى أوائل الثمانينات. ومع ذلك في السنوات الأخيرة، مع التغيرات في السياسات الأسرية، تغيرت المواقف تجاه تفضيل الابن وانخفضت عدد حالات الإجهاض الانتقائية حسب الجنس. مع ما قيل، لم تكن هناك بيانات واضحة عن عدد حالات الإجهاض الانتقائي بسبب الجنس التي قيل إنها أجريت بسبب حظر الإجهاض والجدل المحيط بالموضوع. لذلك، يقوم العلماء باستمرار بتحليل وتوليد الصلات بين اختيار الجنس وسياسات الإجهاض والتمييز بين الجنسين، وغيرها من العوامل الثقافية.

#### دول آسيوية أخرى
تشمل البلدان الأخرى التي تضم أعداداً كبيرة من السكان ولكن نسب الجنس مرتفعة باكستان وفيتنام. يدعي صندوق الأمم المتحدة للسكان، في تقريره لعام 2012، أن نسبة المواليد بين الجنسين في فيتنام تبلغ 111 حيث تبلغ منطقة دلتا نهر الأحمر المكتظة بالسكان 116. بالنسبة لباكستان، تقدر الأمم المتحدة أن نسبة المواليد بين الجنسين هي 110. تبلغ المناطق الحضرية في باكستان - ولا سيما منطقة البنجاب ذات الكثافة السكانية العالية - نسبة جنس أعلى من 112 (أقل من 900 أنثى لكل 1000 ذكر). تقدر هدسون ودن بوير العجز الناجم عن ذلك بحوالي 6 ملايين فتاة مفقودة في باكستان عما هو متوقع عادة. تشير ثلاث دراسات بحثية مختلفة وفقاً لكلاوسين ووينك إلى أن باكستان لديها أعلى نسبة مئوية من الفتيات في العالم. أبلغت تايوان عن نسبة الجنس عند الولادة بين 1.07 و 1.11 كل عام من خلال 4 ملايين ولادة على مدى فترة 20 عامًا من 1991 إلى 2011. يُقال إن الإجهاض الانتقائي للجنس أمر شائع في كوريا الجنوبية أيضًا، لكن معدل حدوثه انخفض في السنوات الأخيرة. اعتبارا من عام 2015، كانت نسبة الجنس في كوريا الجنوبية عند الولادة 1.07 ذكر / أنثى. في عام 2015، بلغت نسبة الجنس في هونغ كونغ عند الولادة 1.12 من الذكور والإناث. خلصت دراسة أجريت عام 2001 حول المواليد في أواخر التسعينيات إلى أن «اختيار الجنس أو الإجهاض الانتقائي حسب الجنس يحدثان بين نساء هونغ كونغ الصينيات».

### أوروبا
لوحظت النسب غير المتوازنة لجنس المواليد في العديد من الدول الأوروبية، والسبب الأكبر في ذلك هو نمو ظاهرة الإجهاض الانتقائي بسبب الجنس. ووفقاً لمكتب التحقيقات الفدرالي الأميركي CIA، تقع هذه النسب غير الطبيعية في بلدانٍ مثل ليشتنشتاين وأرمينيا وألبانيا وأذربيجان وسان مارينو وكوسوفو ومقدونيا. حيث تتربع ليشتنشتاين على قائمة أكثر الدول الحاوية على نسب غير متوازنة لجنس المواليد في العالم.

#### القوقاز
يعرف عن منطقة القوقاز هيمنة الذكور فيها. ومع صغر حجم العائلات في السنوات الأخيرة، أصبح من الضروري إنجاب مواليد ذكور ضمن العائلة.

تضاريس القوقاز وهي منطقة تقع على حدود أوروبا وآسيا وتقع بين البحر الأسود وبحر قزوين.

كانت نسبة جنس المواليد في هذه المنطقة وقبل انهيار الاتحاد السوفيتي تتراوح بين 105 إلى 108، وذلك في دول كأذربيجان وأرمينيا وجورجيا. أما في تسعينيات القرن الماضي، وبعد انهيار الاتحاد، ارتفعت نسبة جنس المواليد بشدة وبقيت كذلك لـ 20 عاماً. حيث شهدت دول مسيحية كأرمينيا وجورجيا، وأخرى مسلمة كأذربيجان، خللاً واضحاً في توازن نسبة جنس المواليد في العقد الأول من القرن الـ 21. ففي جورجيا على سبيل المثال، كانت نسبة جنس المواليد بين عامي 2005 و2009 نحو 120، وذلك وفقاً لبيانات من مجلة The Economist. وتدعي المجلة أن سبب هذه الظاهرة في القوقاز يعود إلى الإجهاض الانتقائي بسبب الجنس والمماثل لما حصل في أجزاء من آسيا خلال العقود السابقة.
وفقا لمقال في مجلة الإيكونوميست، فإن من بين الأولاد المولودين، هناك 138 فتى لكل 100 فتاة. إجمالاً، تجاوزت نسبة المواليد من الجنسين في أرمينيا 115 في بعض السنوات وهي نسبة أعلى بكثير من مثيلاتها في الهند التي حققت 108. في حين تشير هذه النسب المرتفعة للجنس عند المواليد إلى الإجهاض الانتقائي حسب الجنس، لا يوجد دليل مباشر على حالات الإجهاض الانتقائية على نطاق واسع في القوقاز.

#### أوروبا الجنوب شرقية
هناك خللٌ في توازن نسبة جنس المواليد في دول البلقان الغربية، تحديداً في ألبانيا ومقدونيا وكوسوفو ومونتينيغرو. ويدعي العلماء أن سبب ذلك هو شيوع استخدام الإجهاض الانتقائي بسبب جنس المواليد في الجنوب الشرقي من أوروبا. منذ بداية عام 2017، ووفقاً لإحصائيات مكتب التحقيقات الفيدرالي CIA، وُجد أن نسبة جنس المواليد في ألبانيا هي 109. بينما تشير إحصائيات يوروستات Eurostat وبيانات المواليد بين عامي 2008 و2011 في كل من ألبانيا ومونتينيغرو إلى كون النسبة 112 و110 في كلّ من البلدين على الترتيب.
عبّرت وزارة الصحة في مونتينيغرو خلال الأعوام القليلة الماضية عن قلقها من اختلال التوازن في نسبة جنس المواليد الذكور والإناث. لكن بيانات الـ CIA من عام 2017 تشير إلى وقوع نسبة جنس المواليد في مونتينيغرو ضمن المجال الطبيعي. وفي الفترة الماضية أيضاً، تشير البيانات المسجلة للمواليد في مقدونيا وكوسوفو إلى وجود خللٍ في توازن نسبة جنس المواليد، حيث كانت النسبة في عام 2010 تبلغ 112 في كوسوفو.

### بلدان أخرى
أجرى الأخصائي الديموغرافي (جون بونغارت) John Bongaarts عام 2013  دراسة بالاستناد إلى إحصائيات ضمن 61 دولة، وكانت الدراسة تتمحور حول حساب نسبة جنس المواليد في هذه الدول إن استطاع الآباء والأمهات اختيار عدد أبنائهم وبناتهم حسبما يشاؤون. ووفقاً لبونغارت، فنسبة جنس المواليد المرغوب بها في 35 دولة من الدول المدروسة ستبلغ أكثر من 110 ذكرٍ مقابل 100 أنثى إن استطاع الأهل اختيار جنس طفلهم المولود.

### الولايات المتحدة الأمريكية
كما هو الحال في بلدان أخرى، من الصعب تتبع الإجهاض الانتقائي حسب الجنس في الولايات المتحدة بسبب نقص البيانات.
في حين أن بعض الآباء والأمهات في الولايات المتحدة لا يمارسون الإجهاض الانتقائي حسب الجنس، هناك بالتأكيد اتجاه نحو تفضيل الذكور. وفقًا لاستطلاع أجرته مؤسسة غالوب عام 2011، إذا سمح لهم فقط بإنجاب طفل واحد، قال 40٪ من المشاركين أنهم يفضلون صبيًا، بينما يفضل 28٪ فقط فتاة. عندما أخبرنا عن تقنيات اختيار الجنس قبل الولادة مثل فرز الحيوانات المنوية واختيار الأجنة في التخصيب في المختبر اعتقد 40٪ من الأمريكيين الذين شملهم الاستطلاع أن انتقاء الأجنة حسب الجنس كان مظهرًا مقبولًا للحقوق الإنجابية. تتوفر تقنيات الاختيار هذه في حوالي نصف عيادات الخصوبة الأمريكية، اعتبارًا من عام 2006.
ومع ذلك  تجدر الإشارة إلى أن مجموعات الأقليات التي تهاجر إلى الولايات المتحدة تجلب معها وجهات نظرها الثقافية وعقلياتها. أظهرت دراسة أجريت في عيادة ماساتشوستس للعقم أن غالبية الأزواج الذين يستخدمون هذه التقنيات، مثل التشخيص الجيني قبل الزرع جاءوا من خلفية صينية أو آسيوية. ويعتقد أن هذا يتفرع عن الأهمية الاجتماعية لولادة الأطفال الذكور في الصين وغيرها من البلدان الآسيوية.
تشير دراسة لتعداد الولايات المتحدة لعام 2000 إلى احتمال وجود تحيز للذكور في أسر المهاجرين الصينيين والكوريين والهنود، والتي تزداد قوة في الأسر التي يكون فيها أول طفل أو طفلان من الإناث. في تلك الأسر التي يكون فيها الطفلان الأولان من الفتيات، كانت نسبة المواليد للجنس للطفل الثالث 1.51: 1.

### تباين بين الجنسين في الوصول إلى الموارد
تختلف تقديرات الفتيات المفقودات، مع الأخذ في الاعتبار أن نسبة المواليد «الطبيعية» بين 103 و 107، تختلف اختلافًا كبيرًا بين الباحثين والافتراضات الأساسية لمعدلات الوفيات بعد الولادة المتوقعة للرجال والنساء. على سبيل المثال، قدرت دراسة أجريت عام 2005 أن أكثر من 90 مليون أنثى «مفقودات» من السكان المتوقعين في أفغانستان وبنغلاديش والصين والهند وباكستان وكوريا الجنوبية وتايوان وحدها، واقترحوا أن الإجهاض الانتقائي للجنس يلعب دورًا في هذا العجز. بالنسبة لأوائل التسعينات، قدرت سين أن هناك 107 ملايين امرأة مفقودة، بينما قدرت كول أن هناك 60 مليون امرأة مفقودة ، بينما قدرت كلاسن 89 مليون امرأة مفقودة في الصين والهند وباكستان وبنغلاديش ونيبال وغرب آسيا ومصر. يستخدم جولموتو في تقريره لعام 2010 بيانات حديثة (باستثناء باكستان)، ويقدر عددًا أقل بكثير من الفتيات المفقودات، لكنه يلاحظ أن ارتفاع معدلات الجنس في العديد من البلدان قد خلق فجوة بين الجنسين - نقص الفتيات - في 0– الفئة العمرية 19.
زيادة نسب الجنس يمكن أن يكون سبب التباينات في جوانب الحياة بخلاف الموارد الحيوية. وفقًا لسين (1990) فإن الاختلافات في الأجور والتقدم الوظيفي لها أيضًا تأثير كبير على نسب الجنس. هذا هو السبب في أن نسب الجنس المرتفعة تظهر في بعض الأحيان في دول ذات إجهاض انتقائي بسيط. بالإضافة إلى ذلك، ترتبط معدلات تعليم الإناث المرتفعة بنسب الجنس المنخفضة (البنك الدولي 2011).
وجدت لوبيز ورزيكة (1983) أنه عندما يتم إعطاء نفس الموارد تميل النساء إلى تجاوز الرجال في جميع مراحل الحياة بعد الطفولة. ومع ذلك على الصعيد العالمي لا يتم تخصيص الموارد دائمًا بشكل منصف. وهكذا ، يجادل بعض العلماء أن التباينات في الوصول إلى الموارد مثل الرعاية الصحية والتعليم والتغذية تلعب دوراً صغيراً على الأقل في ارتفاع نسب الجنس المرتفعة في بعض أنحاء العالم. على سبيل المثال ، وجد ألدرمان وجيرتر (1997) أن عدم المساواة في الحصول على الرعاية الصحية هو السبب الرئيسي لوفاة الإناث في الدول النامية وخاصة في جنوب شرق آسيا. علاوة على ذلك، أدى عدم المساواة في الحصول على الرعاية الصحية في الهند إلى زيادة الأمراض وارتفاع معدلات وفيات الإناث في كل فئة عمرية حتى أواخر الثلاثينيات (سين 1990). وتجدر الإشارة إلى هذا بشكل خاص لأنه في مناطق العالم حيث تحصل النساء على موارد متساوية، تميل النساء إلى تجاوز الرجال (سين 1990). النساء يفوقن الرجال في جميع البلدان باستثناء دولتين.

## أسباب الإجهاض الانتقائي للجنس
تم اقتراح نظريات مختلفة كأسباب محتملة للإجهاض الانتقائي حسب الجنس. يفضل بعض الباحثين الظروف الثقافية بدلاً من الظروف الاقتصادية لأن مثل هذه الانحرافات في نسب الجنس لا وجود لها في أفريقيا جنوب الصحراء وأمريكا اللاتينية ومنطقة البحر الكاريبي. تشمل الفرضيات الأخرى الوصول المتباين المتحيز جنسانياً إلى الموارد، ومحاولات السيطرة على النمو السكاني مثل استخدام سياسة الطفل الواحد.
يتساءل بعض الديموغرافيين عما إذا كان الإجهاض الانتقائي حسب الجنس أو ادعاءات قتل الأطفال دقيقًا، لأن نقص الإبلاغ عن المواليد الإناث قد يفسر أيضًا ارتفاع معدلات الجنس. قد تفسر الأسباب الطبيعية أيضا بعض نسب الجنس غير الطبيعية. على النقيض من هذه الأسباب المحتملة لنسبة الجنس غير الطبيعية، يشير كلاسن ووينك إلى أن نسب الجنس العالية في الهند والصين هي في المقام الأول نتيجة للإجهاض الانتقائي للجنس.

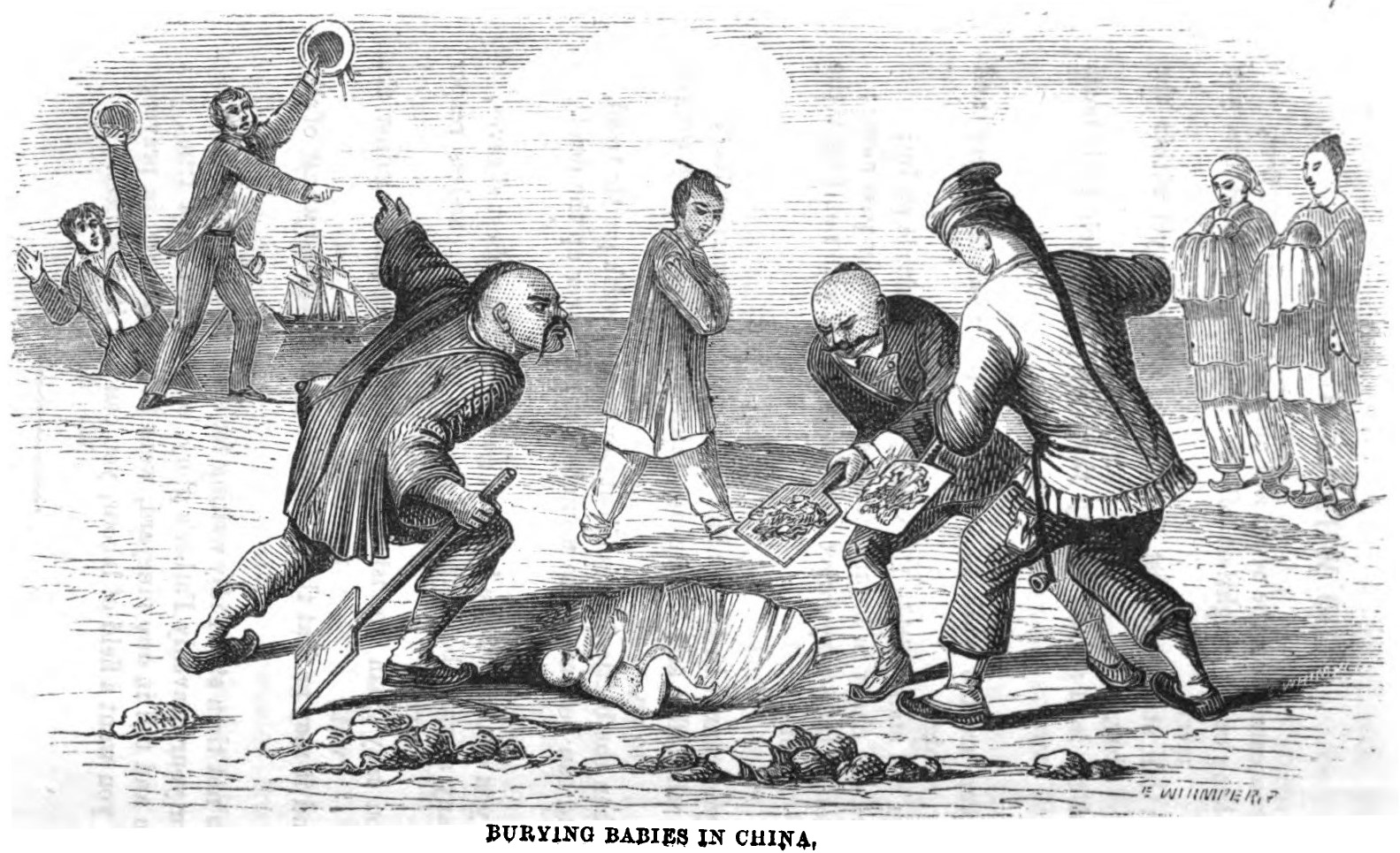
دفن الأطفال في الصين. هناك تقليد قديم لقتل الإناث في الصين.

### التفضيل الثقافي
يمكن رؤية سبب تكثيف الإجهاض في اختيار الجنس في الصين والهند عبر التاريخ والخلفية الثقافية. بشكل عام قبل عصر المعلومات كان الناس يفضلون الأطفال الذكور لأنهم يوفرون العمل اليدوي واستمرار العائلة. لا يزال العمل مهمًا في الدول النامية مثل الصين والهند، ولكن عندما يتعلق الأمر بالسلالة العائلية فإنه ذو أهمية كبيرة.
يعتبر الإجهاض الانتقائي للأجنة الأنثوية أكثر شيوعًا في المناطق التي تفضل فيها المعايير الثقافية الأطفال الذكور على الأطفال الإناث لمجموعة متنوعة من الأسباب الاجتماعية والاقتصادية. غالبًا ما يفضل الابن باعتباره «أصل» لأنه قادر على دعم الأسرة؛ الابنة هي «مسؤولية» لأنها سوف تتزوج من عائلة أخرى وبالتالي لن تساهم مالياً في والديها. الإجهاض الأنثوي الجنسي هو استمرار لممارسة قتل الإناث أو حجب الرعاية الصحية بعد الولادة للفتيات في بعض الأسر. علاوة على ذلك، في بعض الثقافات يتوقع من الأبناء رعاية آبائهم في سن الشيخوخة. هذه العوامل معقدة بسبب تأثير الأمراض على نسبة جنس الأطفال، حيث تؤثر الأمراض المعدية وغير السارية على الذكور والإناث بشكل مختلف. في أجزاء من الهند وباكستان، هناك معايير اجتماعية مثل البردة، التي تنص على أن عزل النساء في المنزل أمر ضروري. هذه الممارسات سائدة بين بعض المجتمعات الإسلامية والهندوسية في جنوب آسيا. عندما تتعامل الإناث مع الرجال، فإن «شرف العائلة» يكون ملوثًا.
تاريخيا - في كثير من سكان جنوب آسيا - حظيت النساء علي مكانة منخفضة للغاية، كما يتضح من ممارسات مثل ’’sati‘‘، وهي عادة قديمة للجنازة حيث ترسي الأرملة نفسها على محرقة زوجها أو تنتحر بأسلوب آخر بعد وقت قصير من وفاة زوجها. إن مثل هذه المجتمعات، التي لا تضع أي قيمة على الإناث تقريبًا تشجع الآباء على وأد الفتيات أو التخلي عنهن. إن الممارسة الحديثة للإجهاض الانتقائي حسب الجنس هي استمرار للممارسات التاريخية الأخرى. خلال القرن التاسع عشر في شمال غرب بريطانيا البريطانية حافظ ربع السكان على نصف البنات فقط، في حين أن 3/4 من السكان كانت نسبة الجنس متوازنة.

### المهر

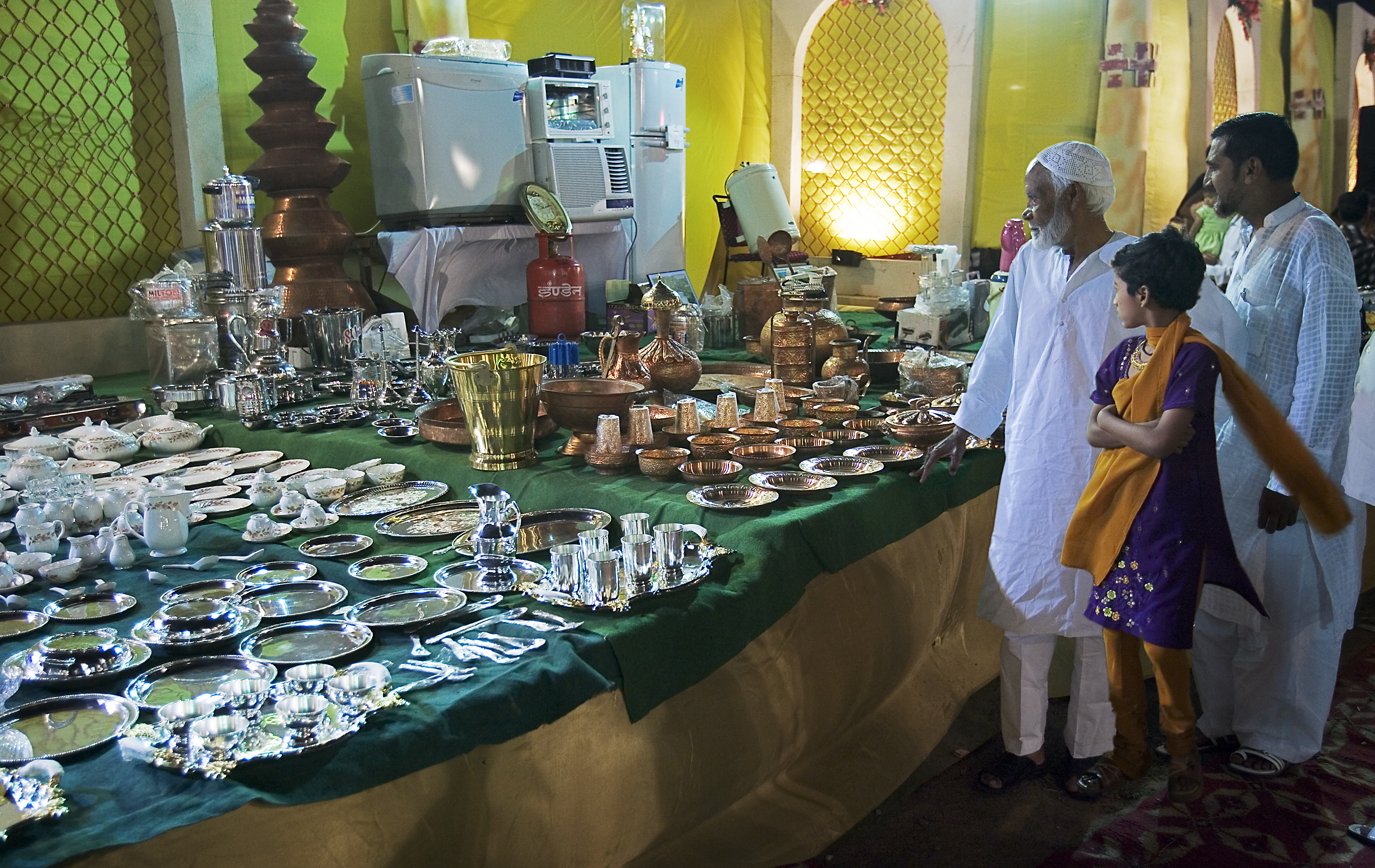
هدايا الزفاف لابن إمام دلهي، الهند، بحضور الجنود و 2000 ضيف. من المتوقع أن يكون المهر الكبير بين العديد من السكان في جنوب آسيا، وخاصة في الهند وباكستان.

المهر هو ممارسة قديمة كانت شائعة في العديد من الثقافات في جميع أنحاء العالم، وهي اليوم منتشرة خاصة في جنوب آسيا. عادة المهر أكثر شيوعًا في الثقافات التي تتمتع بسلطة قوية علي المرأة وتتوقع أن تقيم المرأة مع أسرة زوجها أو بالقرب منها (الأبوية).

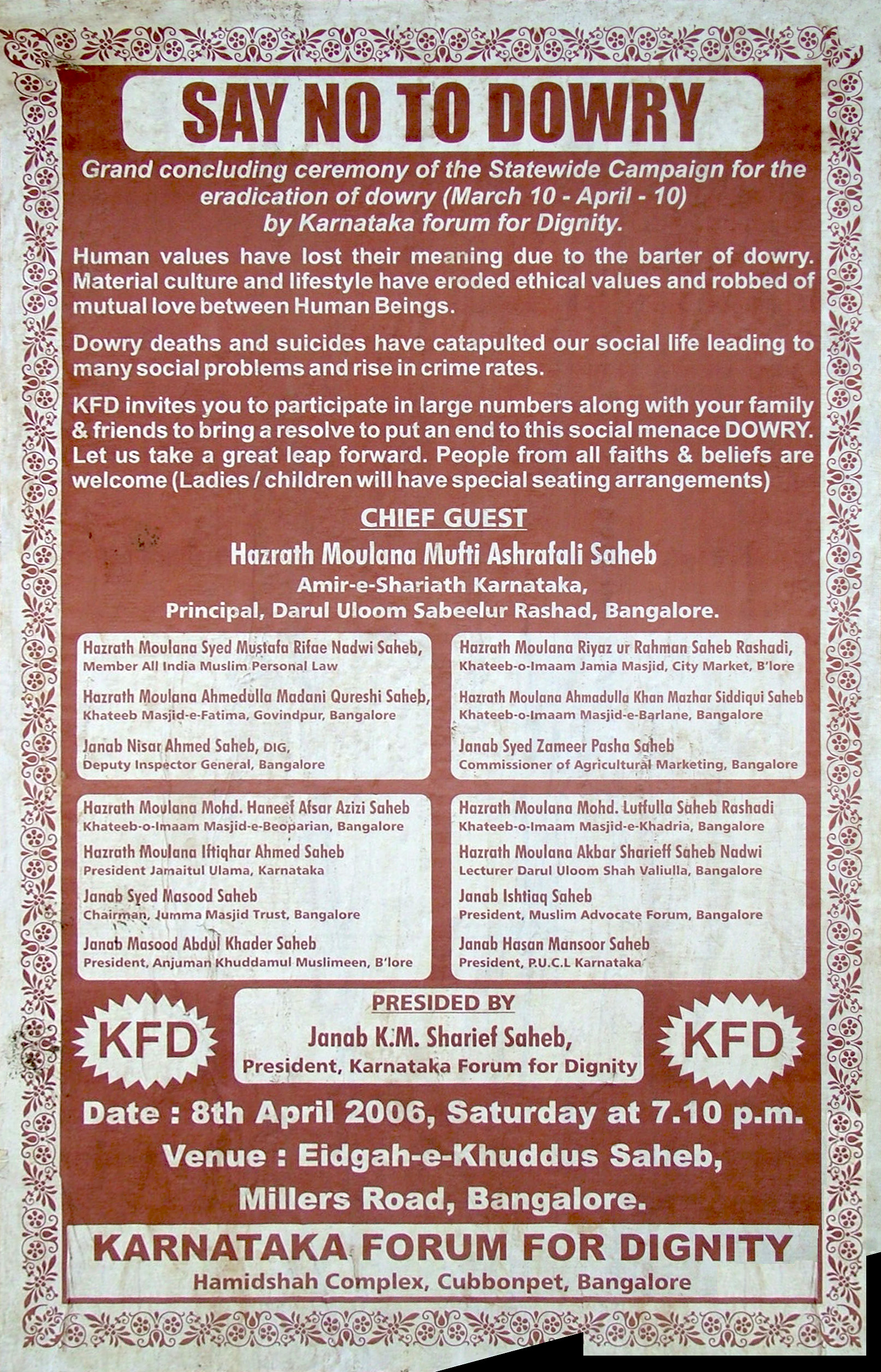
حملة توعية اجتماعية في الهند ضد المهر.

يذكر كيرتي سينغ أن المهر يعتبر على نطاق واسع سببًا ونتيجة لتفضيل الابن، وقد يؤدي ذلك إلى أن تكون الفتيات غير مرغوبات أو الإجهاض الانتقائي للجنس أو وأد الإناث أو سوء معاملة الأطفال الإناث.
يعد نظام المهر في الهند جزءًا كبيرًا من الثقافة الهندية ويشير إلى السلع المعمرة والنقود والممتلكات الحقيقية أو المنقولة التي تقدمها أسرة العروس للعريس أو والديه أو أقاربه كشرط للزواج. يتكون المهر من الدفع نقدًا أو نوعًا من الهدايا المقدمة لعائلة العريس جنبًا إلى جنب مع العروس، ويشمل ذلك النقد والمجوهرات والمجوهرات والأجهزة الكهربائية والأثاث والفراش والأواني الفخارية والأواني والأدوات المنزلية الأخرى التي تساعد المتزوجين حديثًا في إنشاء منزلهم.

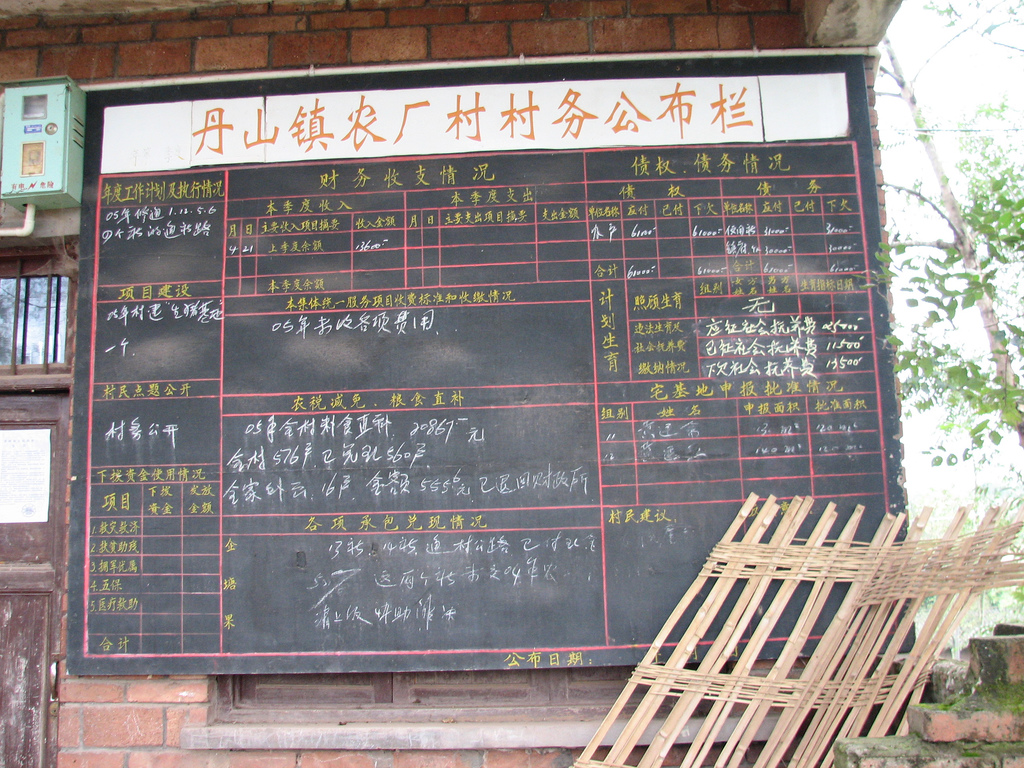
ساهمت سياسة الطفل الواحد في الصين في نسب الجنس غير المتوازنة. تُظهر الصورة لوحة إعلانات مجتمعية في قرية نونغوانغ بمقاطعة سيتشوان بالصين تتتبع أعداد الإناث في البلدة، وتذكر المواليد الجدد بالاسم وتلاحظ أن عدة آلاف من غرامات المواليد غير المصرح بها لا تزال غير مدفوعة عن العام السابق.

### سياسة الطفل الواحد
في أعقاب إنشاء جمهورية الصين الشعبية في عام 1949 أصبحت قضية السيطرة على السكان في دائرة الضوء الوطني. في السنوات الأولى للجمهورية، اعتقد القادة أن إخبار المواطنين بالحد من خصوبتهم كان كافياً، حيث ألغوا القوانين التي تحظر وسائل منع الحمل وبدلاً من ذلك الترويج لاستخدامها. ومع ذلك، لم تكن وسائل منع الحمل متاحة على نطاق واسع بسبب نقص العرض وبسبب المحرمات الثقافية ضد مناقشة الجنس. تباطأت الجهود في أعقاب المجاعة في الفترة 1959-1961 ولكن استؤنفت بعد ذلك بوقت قصير مع نفس النتائج تقريبًا. ثم في عام 1964، تم إنشاء مكتب تنظيم الأسرة لتطبيق إرشادات أكثر صرامة فيما يتعلق بالخصوبة وكان ناجحًا إلى حد ما.
في عام 1979 تبنت الحكومة سياسة الطفل الواحد، والتي حصرت العديد من العائلات بطفل واحد، ما لم تحدد لوائح المقاطعة. تم تأسيسه كمحاولة لتعزيز الاقتصاد الصيني. بموجبها، يتم فرض عقوبات مختلفة على الأسر التي تنتهك القواعد المتعلقة بعدد الأطفال المسموح لهم (مالية في المقام الأول)، والتي تعتمد على المقاطعة التي يعيشون فيها.
كما ذكر أعلاه ، يتم تحديد نسب الجنس في مقاطعة إلى حد كبير من خلال نوع من القيود المفروضة على الأسرة، مشيرا إلى الاستنتاج أن الكثير من الخلل في نسبة الجنس في الصين يمكن أن يعزى إلى السياسة. وجدت الأبحاث التي أجراها جون هونج (2001) أن العديد من الآباء مستعدون للدفع للتأكد من أن طفلهم ذكر (خاصة إذا كان طفلهم الأول أنثى)، لكنه لن يفعل نفس الشيء لضمان أن يكون طفلهم أنثى. من المرجح أن الخوف من العقوبات النقدية القاسية لسياسة الطفل الواحد يجعل من ضمان ولادة الابن استثمارًا ذكيًا. لذلك، فإن أهمية الابن الثقافية والاقتصادية للأسر والتكاليف الكبيرة المرتبطة بالعديد من الأطفال هي عوامل أساسية تؤدي إلى تباين نسبة الجنس في الصين.
في عام 2013، أعلنت الصين عن خطط لتغيير سياسة الطفل الواحد بشكل رسمي، مما يجعلها أقل صرامة. لقد غير المجلس الوطني لنواب الشعب سياسة السماح للأزواج بإنجاب طفلين، طالما أن أحد الشركاء هو الطفل الوحيد. لم يحدث هذا التغيير بسبب نسب الجنس، بل بسبب شيخوخة السكان التي تسببت إعاقة زيادة قوة العمل. تشير التقديرات إلى أن هذا القانون الجديد سيؤدي إلى مليوني ولادة إضافية كل عام وقد يتسبب في طفرة أطفال في الصين. في عام 2015، خففت الصين رسمياً قانون الطفل الواحد. لسوء الحظ، تعتمد العديد من المشكلات الاجتماعية في الصين على الاكتظاظ السكاني. لذلك، ليس من الواضح ما إذا كان هذا القانون الجديد سيؤدي في الواقع إلى زيادة قيمة المرأة في المجتمع الصيني مع زيادة عدد المواطنين.

## الآثار المجتمعية

### الاتجار بالبشر والزواج القسري والعمل الجنسي
يجادل بعض العلماء بأنه مع انخفاض نسبة النساء إلى الرجال على مستوى العالم، ستكون هناك زيادة في الاتجار بالأشخاص والعمل الجنسي (القسري والحر على حد سواء)، حيث أن العديد من الرجال سيكونون على استعداد لبذل المزيد من الجهد للحصول على شريك جنسي (جون هونج 2001). بالفعل، هناك تقارير عن نساء من فيتنام وميانمار وكوريا الشمالية يتم تهريبهن بانتظام إلى البر الرئيسي للصين وتايوان وبيعهن في زيجات قسرية. علاوة على ذلك، اقترح أولمان وفيدل (1989) أن المواد الإباحية وجرائم العنف المرتبطة بالجنس (أي الاغتصاب والتحرش الجنسي) ستزداد مع زيادة نسبة الجنس.

### توسيع الفجوة بين الجنسين
كما يلاحظ بارك وتشو (1995) أن العائلات في المناطق ذات النسب الجنسية العالية والتي يكون معظمها من الأبناء الذكور تميل إلى أن تكون أصغر من تلك التي لدى معظمها إناث (يبدو أن العائلات التي لديها معظم الأبناء من الذكور استخدمت تقنيات انتقائية للجنس لتحقيق «تكوين مثالي»). في المناطق الفقيرة على وجه الخصوص، تميل الأسر الكبيرة إلى المزيد من المشكلات بخصوص عدالة توزيع الموارد، حيث تتلقى الفتيات في كثير من الأحيان موارد أقل من الذكور. يعود الفضل لبليك (1989) في الإشارة إلى العلاقة بين حجم الأسرة و «نوعية الطفل». لذلك، إذا استمرت العائلات التي لديها بنات في التمييز، فمن المحتمل أن تتسع الفجوة الاجتماعية بين الجنسين بسبب التمييز الثقافي التقليدي ونقص توافر الموارد.
افترض جوتنتاج وسيكورد (1983) أنه من المرجح عندما تكون نسبة الذكور في جميع أنحاء العالم أكبر أن يكون هناك المزيد من العنف والحرب.

### الآثار الإيجابية المحتملة
يعتقد بعض العلماء أنه عندما تكون نسب الجنس مرتفعة، فإن المرأة تصبح في الواقع ذات قيمة أكبر بسبب نقصها النسبي. يشير بارك وتشو (1995) إلى أنه كلما أصبحت النساء أكثر ندرة ، فقد يكون لديهن «زيادة في قيمة الوظائف الزوجية والتناسلية» (75). في النهاية، يمكن أن يؤدي هذا إلى ظروف اجتماعية أفضل، تليها ولادة المزيد من النساء ونسب الجنس التي تعود إلى المستويات الطبيعية. ويدعم هذا الادعاء عمل الديموغرافي ناثان كيفيتز. كتب كيفيتس (1983) أنه كلما أصبحت النساء أقل، فإن وضعهن النسبي في المجتمع يزداد. ومع ذلك لم تدعم أي بيانات هذه الإدعاءات.
اقترح بيلانجر (2002) أن الإجهاض الانتقائي حسب الجنس قد يكون له آثار إيجابية على اختيار الأم لإجهاض الجنين الأنثوي. ويتعلق ذلك بالواجب التاريخي للأمهات في إنتاج ابن من أجل الاستمرار في اسم العائلة. كما ذكرنا سابقًا، تحصل المرأة على مكانة في المجتمع عندما يكون لديها طفل ذكر، ولكن ليس عندما تنجب طفلة. في كثير من الأحيان، حمل ابن يؤدي إلى مزيد من الشرعية والوكالة للأم. في بعض مناطق العالم حيث يكون تفضيل الابن قويًا بشكل خاص يتم التعامل مع النساء غير المتزوجات على أنه منبوذات. وبهذه الطريقة يعد الإجهاض الانتقائي حسب نوع الجنس وسيلة للنساء لاختيار الأجنة الذكور، مما يساعد على تأمين مكانة أسرية أكبر.

### جدالات
هناك العديد من الخلافات حول الإجهاض الانتقائي للجنس. قد تم انتقاد الحلول المقترحة أو التي سنتها الحكومات. يُقال إن الاستجابة لممارسة السلطة الأبوية (اختيار الجنس) لا ينبغي أن تقيد الحقوق الإنجابية للمرأة، لأن مثل هذه الحالة تخلق دورة: يتم تخفيض الوضع الاجتماعي للمرأة، الأمر الذي يؤدي بدوره إلى مزيد من الانتقائية للجنس الإجهاض. كما أن ربط الخطاب العام حول الإجهاض الانتقائي حسب الجنس مع الحركة المناهضة للإجهاض يزيد من تعقيد الموقف. علاوة على ذلك، يُعتبر الوصول إلى الإجهاض الآمن أمرًا مهمًا من منظور الصحة العامة؛ في الهند على الرغم من أن قانون الإجهاض ليبرالي نسبيًا، إلا أن معظم الجهود تُبذل لمنع الإجهاض الانتقائي حسب الجنس بدلاً من الوصول إلى الإجهاض الآمن، نتيجةً لذلك يتم ما يقرب من 78 ٪ من جميع حالات الإجهاض في الهند خارج المرافق الصحية، وبسبب مثل هذه الإجراءات غير الآمنة حالات الإجهاض التي تمثل ثالث أكبر سبب لوفاة الأمهات في الهند. جدل آخر في ذلك حول حملات التخطيط السكاني مثل سياسة الطفل الواحد في الصين، والجهود التي بذلتها حكومات العديد من الدول الآسيوية - بما في ذلك الهند وكوريا الجنوبية - منذ السبعينيات فصاعدًا للحد من عدد الأطفال الذين يمكن أن تنجبهم الأسرة، والتي كثفت الرغبة في الحصول على ابن بسرعة. زعم مقال نشرته الجزيرة بعنوان "كيف ساعد مخططي الأسرة الغربيين في الحد من ولادة الفتيات في البلدان النامية أن هذه السياسات السكانية (التي شملت التعقيم القسري) - والتي كانت مدعومة بالكامل بل دفعت من الغرب - ساهمت في نسب الجنس غير متوازنة.

## القوانين والحملات والسياسات ضد الإجهاض الانتقائي حسب الجنس

### عالميًا
تم إدانة ممارسة اختيار الجنس قبل الولادة على المستوى الدولي. غالبًا ما يُنظر إليه على أنه نتيجة لوجهات نظر اجتماعية تمييزية تعتبر الإناث أقل شأناً من الذكور. في عام 1994، وقعت أكثر من 180 دولة برنامج عمل المؤتمر الدولي للسكان والتنمية، ووافقت على «القضاء على جميع أشكال التمييز ضد الطفلة». في عام 2011، أدان قرار لجنة تكافؤ الفرص بين النساء والرجال ممارسة اختيار الجنس قبل الولادة

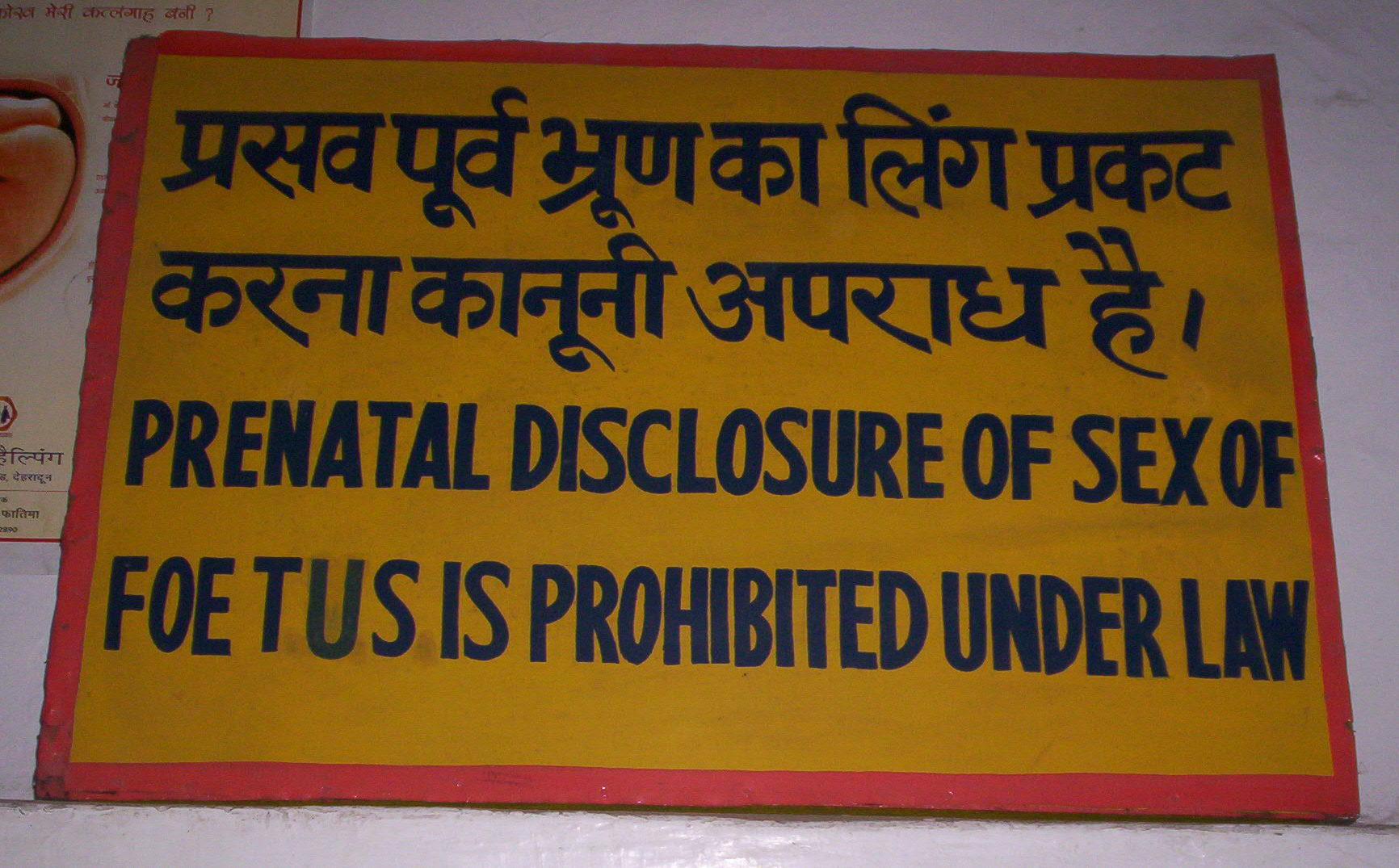
لوحة في عيادة هندية كتب عليها "الكشف قبل الولادة عن جنس الجنين محظور بموجب القانون" باللغتين الإنجليزية والهندية.

### دوليًا
حاولت العديد من الدول معالجة معدلات الإجهاض الانتقائية حسب الجنس من خلال مجموعة من الحملات الإعلامية والمبادرات السياسية.

#### كندا
في كندا، تعمل مجموعة من النواب برئاسة مارك ووراوا على إقرار البرلمان لقرار يدين إنهاء الحمل الجنسي الانتقائي

#### الولايات المتحدة الأمريكية
ناقش كونغرس الولايات المتحدة التشريعات التي تحظر هذه الممارسة. فشل التشريع في النهاية في تمريره في مجلس النواب.
على مستوى الولايات، صدرت قوانين ضد الإجهاض الانتقائي حسب الجنس في عدد من الولايات الأمريكية؛ يحظر القانون الذي تم إقراره في أريزونا في عام 2011 الإجهاض الانتقائي حسب الجنس والانتقاء العرقي.

#### المملكة المتحدة
قانون الإجهاض الانتقائي حسب الجنس غير محلول في المملكة المتحدة. لكي يكون الإجهاض قانونيًا، يجب على الأطباء إظهار أن استمرار الحمل قد يهدد الصحة الجسدية أو العقلية للأم. في حالة حدثت مؤخرًا ، تم القبض على طبيبين قاما بإجهاض انتقائي للجنس، لكن مدير النيابة العامة اعتبر أنه لا يصب في المصلحة العامة المضي في المحاكمة. بعد هذا الحدث، صوت أعضاء البرلمان بأغلبية 181 صوتًا مقابل صوت واحد لمشروع قانون تقدمت به تيسا مونت و 11 نائبةً أخرى تهدف إلى وضع حد للارتباك حول مشروعية هذه الممارسة. تعمل منظمات مثل BPAS وحقوق الإجهاض على ممارسة الضغط من أجل إلغاء تجريم الإجهاض الانتقائي حسب الجنس.

#### الصين
أدركت الحكومة الصينية على نحو متزايد دورها في تخفيض نسبة الجنس الوطنية. نتيجة لذلك، منذ عام 2005 قامت برعاية حملة «الأولاد والبنات متساوون». على سبيل المثال، في عام 2000 بدأت الحكومة الصينية مبادرة «رعاية الفتيات». علاوة على ذلك، تم تعديل عدة مستويات من الحكومة لحماية الحقوق «السياسية والاقتصادية والثقافية والاجتماعية للمرأة». أخيرًا، سنت الحكومة الصينية سياسات وتدخلات للمساعدة في تقليل نسبة الجنس عند الولادة. في عام 2005، أصبح الإجهاض الانتقائي حسب الجنس غير قانوني في الصين. جاء ذلك استجابة لنسبة الجنس المتزايدة والرغبة في محاولة الانتقاص منها والوصول إلى نسبة طبيعية أكبر. نسبة الجنس بين الأطفال البكر في المناطق الحضرية من 2000 إلى 2005 لم ترتفع على الإطلاق، لذلك هناك أمل في أن هذه الحركة تترسخ في جميع أنحاء البلاد.
عقدت اليونيسف وصندوق الأمم المتحدة للسكان شراكة مع الحكومة الصينية والمجموعات النسائية على المستوى الشعبي مثل اتحاد النساء في الصين لتعزيز المساواة بين الجنسين في السياسة، وكذلك المشاركة في مختلف الحملات الاجتماعية للمساعدة في خفض نسبة المواليد بين الجنسين وتقليل معدلات وفيات الأطفال الإناث الزائدة.

#### الهند
في الهند، وفقًا لدراسة أجريت عام 2007 من قبل ماكفرسون تم نشر قانون تقنيات التشخيص قبل الولادة (قانون PCPNDT) على نطاق واسع من قبل المنظمات غير الحكومية والحكومية. تستخدم العديد من الإعلانات الإجهاض المصور على أنه عنيف، مما يخلق الخوف من الإجهاض نفسه داخل السكان. ركزت الإعلانات على العار الديني والأخلاقي المرتبط بالإجهاض. يدعي ماكفرسون أن هذه الحملة الإعلامية لم تكن فعالة لأن البعض اعتبروا ذلك بمثابة هجوم على شخصيتهم، مما أدى إلى تنفير العديد منهم بدلاً من فتح حوار حول هذه القضية.  يدعي ماكفرسون أن هذا التأكيد على الأخلاق زاد من الخوف والعار المرتبط بجميع حالات الإجهاض، مما أدى إلى زيادة حالات الإجهاض غير الآمن في الهند.
بدأت حكومة الهند في تقرير عام 2011 بشكل أفضل في تثقيف جميع أصحاب المصلحة حول قوانين MTP و PCPNDT. تعمل في حملات التواصل على إزالة المفاهيم الخاطئة العامة من خلال التأكيد على أن تحديد الجنس أمر غير قانوني، ولكن الإجهاض قانوني لحالات طبية معينة في الهند. كما تدعم الحكومة تنفيذ البرامج والمبادرات التي تسعى إلى الحد من التمييز بين الجنسين، بما في ذلك الحملة الإعلامية لمعالجة الأسباب الاجتماعية الكامنة وراء اختيار الجنس.